# IC 2184
IC 2184 — галактика типу Sbc (компактна витягнута спіральна галактика) у сузір'ї Жираф.
Цей об'єкт міститься в оригінальній редакції індексного каталогу.